# Februarie 2004
Acest articol este generat integral pe baza informațiilor din articolul 2004 și este actualizat periodic de un robot.
 Editările făcute în articol vor fi șterse la următoarea actualizare! Dacă doriți să faceți modificări, editați articolul-sursă.

ianuarie -
februarie -
martie -
aprilie -
mai -
iunie -
iulie -
august -
septembrie -
octombrie -
noiembrie -
decembrie
Februarie 2004 a fost a doua lună a anului și a început într-o zi de duminică.

## Evenimente
- 4 februarie: Este lansată rețeaua de socializare Facebook.
- 8 februarie: Roverul Opportunity al NASA colectează imagini ale unui sistem de roci de pe Marte, indicând existența apei pe planetă.

## Nașteri
- 6 februarie: Prințesa Louise a Belgiei, nepoata regelui Albert al II-lea
- 7 februarie: Horia Stamatin, jurnalist român
- 19 februarie: Millie Bobby Brown, actriță britanică

## Decese
- 1 februarie: Márton Izsák, 90 ani, sculptor evreu de naționalitate maghiară din Transilvania, personalitate și cetățean de onoare al orașului Târgu Mureș (n. 1913)
- 1 februarie: O. W. Fischer, actor austriac (n. 1915)
- 7 februarie: Safia Farhat, 80 ani,  pionier al artelor vizuale în Tunisia (n. 1924)
- 10 februarie: Vasile Tăbârță, 55 ani, actor din R. Moldova (n. 1949)
- 11 februarie: Mihai Dascal, 57 ani, critic și istoric literar român (n. 1946)
- 14 februarie: Marco Pantani, 34 ani, ciclist italian (n. 1970)
- 15 februarie: Hasse Ekman, 88 ani, actor suedez (n. 1915)
- 19 februarie: Gurghen Margarian, 25 ani, soldat armean (n. 1978)
- 21 februarie: William John Charles, 72 ani, fotbalist britanic (atacant), (n. 1931)
- 23 februarie: Ion Eremia, 90 ani, deținut politic român (n. 1913)
- 25 februarie: Ahmed Sefrioui, scriitor marocan (n. 1915)
- 26 februarie: Boris Trajkovski, 47 ani, președinte al R. Macedonia (1999-2004), (n. 1956)
- 28 februarie: Carmen Laforet, 82 ani, scriitoare spaniolă (n. 1921)
- 29 februarie: Dumitru Ionescu, 82 ani, inginer militar român (n. 1921)
- 29 februarie: Jerome Lawrence, 88 ani, dramaturg și scriitor american (n. 1915)